# كيفين شليت
كيفين شليت (بالألمانية: Kevin Schlitte)‏ (4 نوفمبر 1981 في ألمانيا - ) هو لاعب كرة قدم ألماني في مركز الوسط. لعب مع إرتسغيبيرغه آوه وكارل زايس يينا ونادي فرايبورغ وهانزا روستوك و و وVfB Germania Halberstadt ‏.

## وصلات خارجية
- كيفين شليت على موقع قاعدة بيانات كرة القدم.إي يو (الإنجليزية)
- كيفين شليت على موقع بيانات كرة القدم. دي إي (الألمانية)
- كيفين شليت على موقع Soccerway.com (الإنجليزية)
- كيفين شليت على موقع عالم كرة القدم.نت (الإنجليزية)